# Pobożne Nauczycielki Filippini

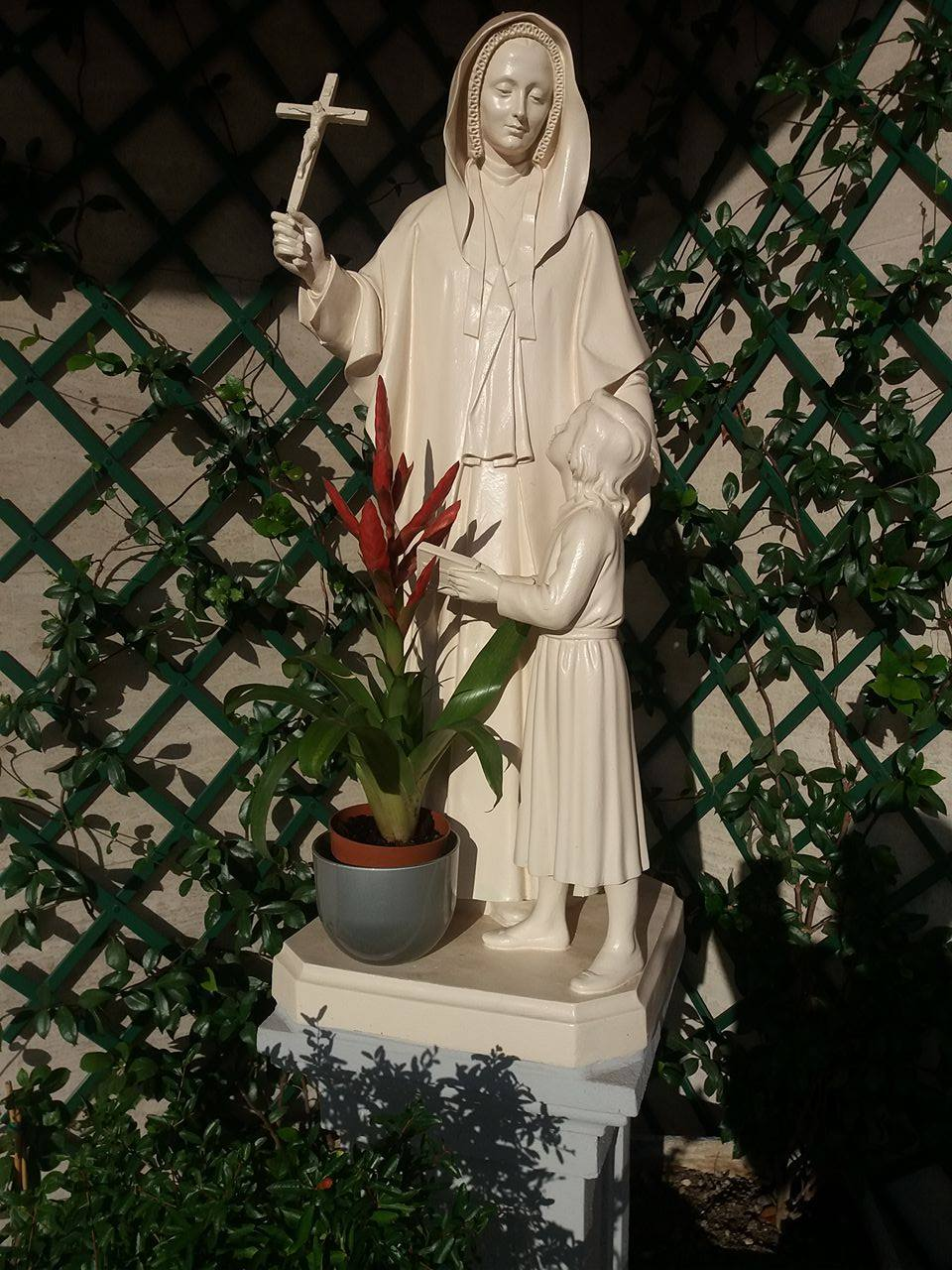
Figura św. Łucji Filippini przed domem zgromadzenia żeńskiego Pobożnych Nauczycielek Filippini w Rzymie

Pobożne Nauczycielki Filippini – żeńskie zgromadzenie zakonne na prawie papieskim, członkowie tej wspólnoty religijnej dodają do swojego nazwiska skrót utworzony z pierwszych liter włoskojęzycznej nazwy zgromadzenia Maestre Pie Filippini M.P.F.

## Historia
Zgromadzenie powstało na wzór wspólnoty Maestre Pie Venerini (Pobożne Nauczycielki Venerini), założonego przez Różę Venerini za pozwoleniem kardynała Marcantonio Barbarigo, biskupa diecezji Viterbo (Montefiascone), w celu edukacji dziewcząt. Hierarcha nie przypuszczał, że siostry zakonne poprowadzą działalność poza jego diecezją, ale w 1707 jedna z Pobożnych Nauczycielek, Łucja Filippini (1672–1732), z pomocą ekscelencji Aleksandra Bonaventura i pobożnych pracowników, którzy posługiwali w parafii św. Wawrzyńca ai Monti, otworzono szkołę w Rzymie, dając podstawę niezależnemu oddziałowi instytutu Venerini.
Filippini została zmuszona do zamknięcia tej szkoły, ale w 1708 otworzyła inną przy kościele św. Marii w Traspontina. Do jej śmierci Nauczycielki prowadziły około 40 szkół (w Rzymie, Lacjum, na obszarze Toskanii, gdzie zostały zaproszone przez Kosmę III Medyceusza). Instytut w 1728 został zatwierdzony przez papieża Leona XII i podlegał Stolicy Apostolskiej aż do 1963, kiedy to przeszedł pod kontrolę Kongregacji Zakonnej.
Założycielka została beatyfikowana w 1926, a następnie ogłoszona świętą przez papieża Piusa XI w dniu 22 czerwca 1930.

## Działalność
Pobożne Nauczycielki Filippini poświęcają się sprawom edukacji chrześcijańskiej wśród młodych. Poza Włochami, są one obecne również w Albanii, Brazylii, Eritrei, Etiopii, Indiach, Wielkiej Brytanii i w Stanach Zjednoczonych. Dom Generalny znajduje się w Rzymie.
Dnia 31 grudnia 2005 Wspólnota liczyła 750 sióstr zakonnych w 110 domach.